# 彭福共
彭福共（1928年4月1日—1955年4月29日），又稱彭福元、彭福芝，江西萍鄉人，中華民國憲兵，在臺灣宜蘭縣宜蘭市殉職，在該縣員山鄉同樂村台7丁線旁立有忠靈碑。

## 殉身
彭福共為江西萍鄉人，隨軍來臺後在宜蘭火車站憲兵班服役。
1955年4月29日上午9時許，士兵周雲玉來到宜蘭市北館市場平和小吃店自斟自酌，直到下午2點仍未離去。店主以其神色可疑，乃報告於當地憲兵隊，由彭福共至店內勸該士兵返回部隊。豈料，周雲玉拉開手榴彈並與彭福共糾纏不放，兩人當場被炸斃。同時店內的李林阿芬、蔣茂根、郭奎型、林月英、黃鐘澤、陳水金、羅英條等七名食客亦被炸傷，以李林阿芬最為嚴重。
後來報導是說當時彭福共撲上手榴彈，以肉身阻擋爆炸來救人。

## 身後
彭福共由於在臺灣沒有親屬，宜蘭縣各界將他埋葬在員山鄉同樂村，由當時的宜蘭縣縣長甘阿炎、宜蘭市市長陳阿呆立「義勇足式」碑。彭福共墳（24°45′48″N 121°43′31″E / 24.763451°N 121.725350°E）鄰近員山鄉頭份路大眾爺廟。

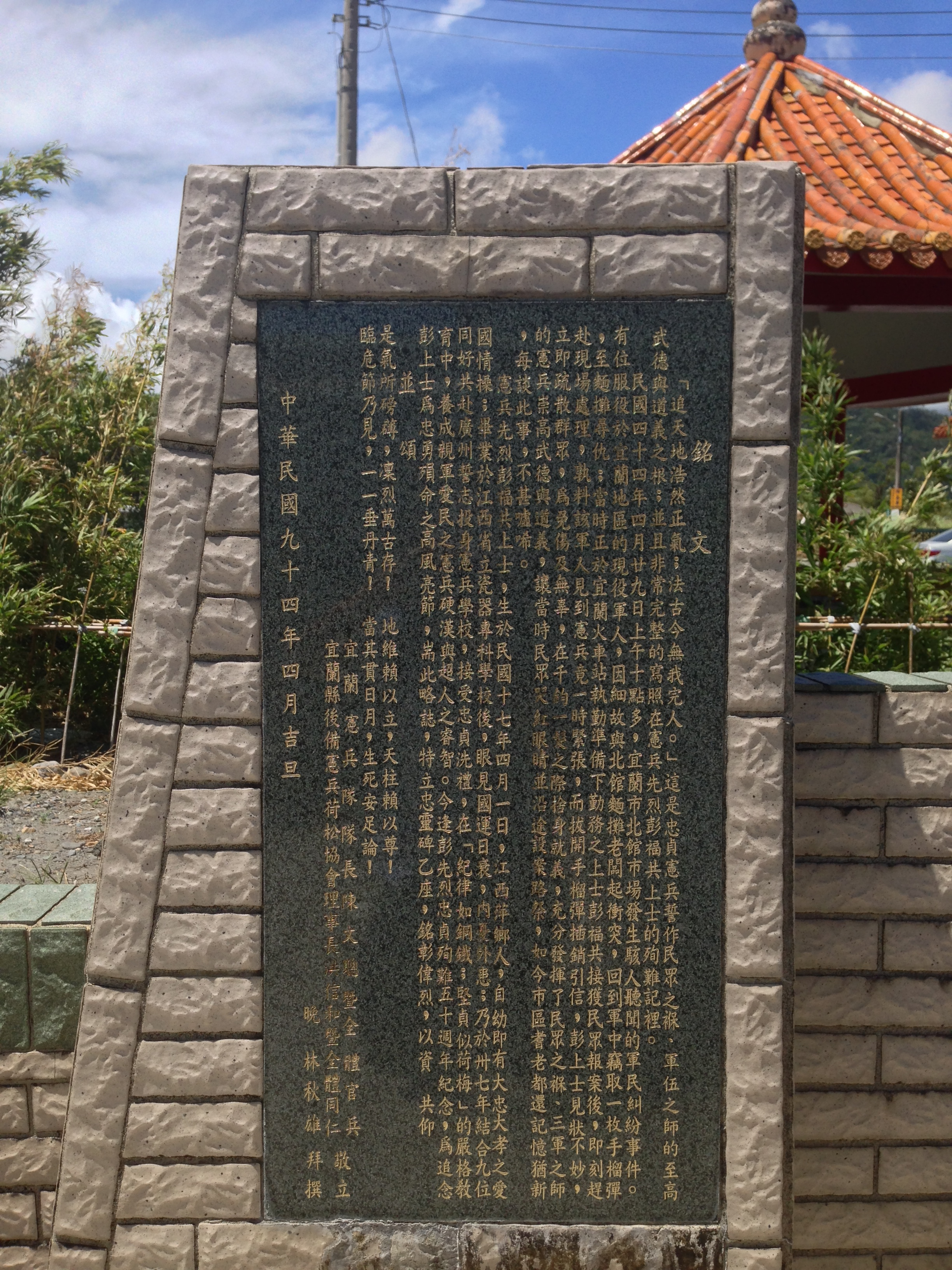
彭福共忠靈碑文，有記載生卒年日、軍階，及學歷為江西省陶瓷專科學校。

宜蘭憲兵隊每年在清明時節掃墓、祭拜。台9甲線（今台7丁線）拓寬時，為了避開彭福共墳，特別變更路線。後來，墓碑上刻的字逐漸模糊，憲兵隊整修時，把彭福共誤刻成「彭福芝」。
1999年3月31日，時任宜蘭憲兵隊隊長陳興達率領數十位官兵前往祭祀。2002年，宜蘭憲兵隊將墳墓漆上新漆，由時任宜蘭憲兵隊隊長李新華、宜蘭縣後備憲兵聯絡中心總幹事吳蒼生、員山鄉後備憲兵聯絡中心主任陳清泉等在清明節前一日祭拜。
宜蘭憲兵隊有意為彭福共申請入祀員山忠烈祠，卻找不到相關兵籍資料，直到憲兵隊隊長陳文聰到憲兵司令部追查，才發現當時名刻錯。2005年青年節，彭福共入祀員山忠烈祠，骨灰罈則遷到蘇澳忠靈祠，墓園重新整修另立正名的忠靈碑，至於「彭福芝」墓碑則立一旁，並擺放造型可愛的「憲兵寶寶」。同年4月29日，彭福共50年忌日，宜蘭縣縣長劉守成、宜蘭縣議會議長張建榮、憲兵第205指揮部指揮官高耀斌等人主持並揭碑，宜蘭縣商業會理事長朱儒文也代表北館市場的業者致意。
2010年，清明節將至時，宜蘭縣孝親尊師聯盟在此碑旁安排臆墓粿活動，由農民牽來幾頭牛，再讓戴上斗笠扮成牧童的小學生們，向前來祭拜彭福共的成人們領取甜粿。

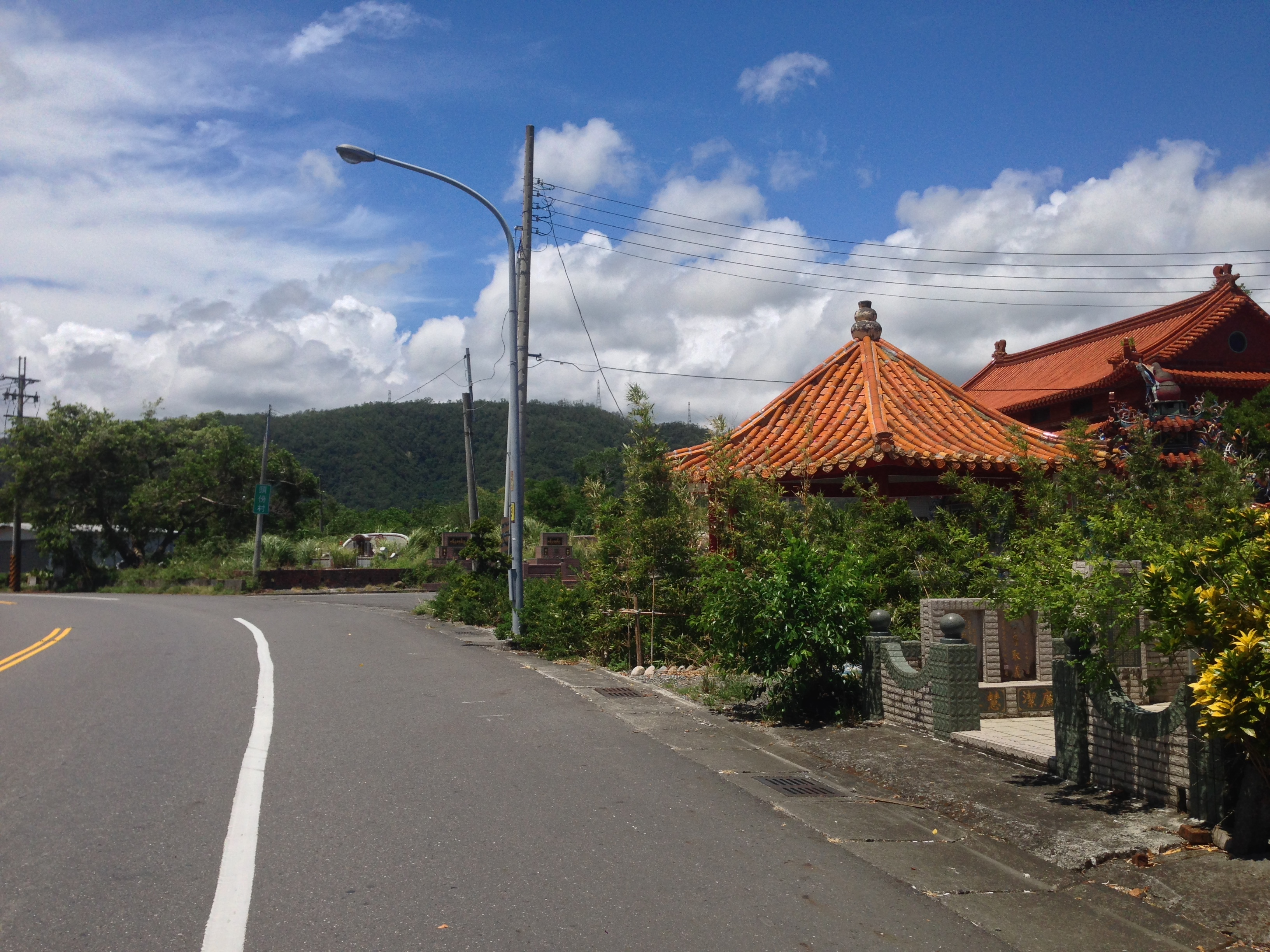
彭福共之墓與員山大眾廟
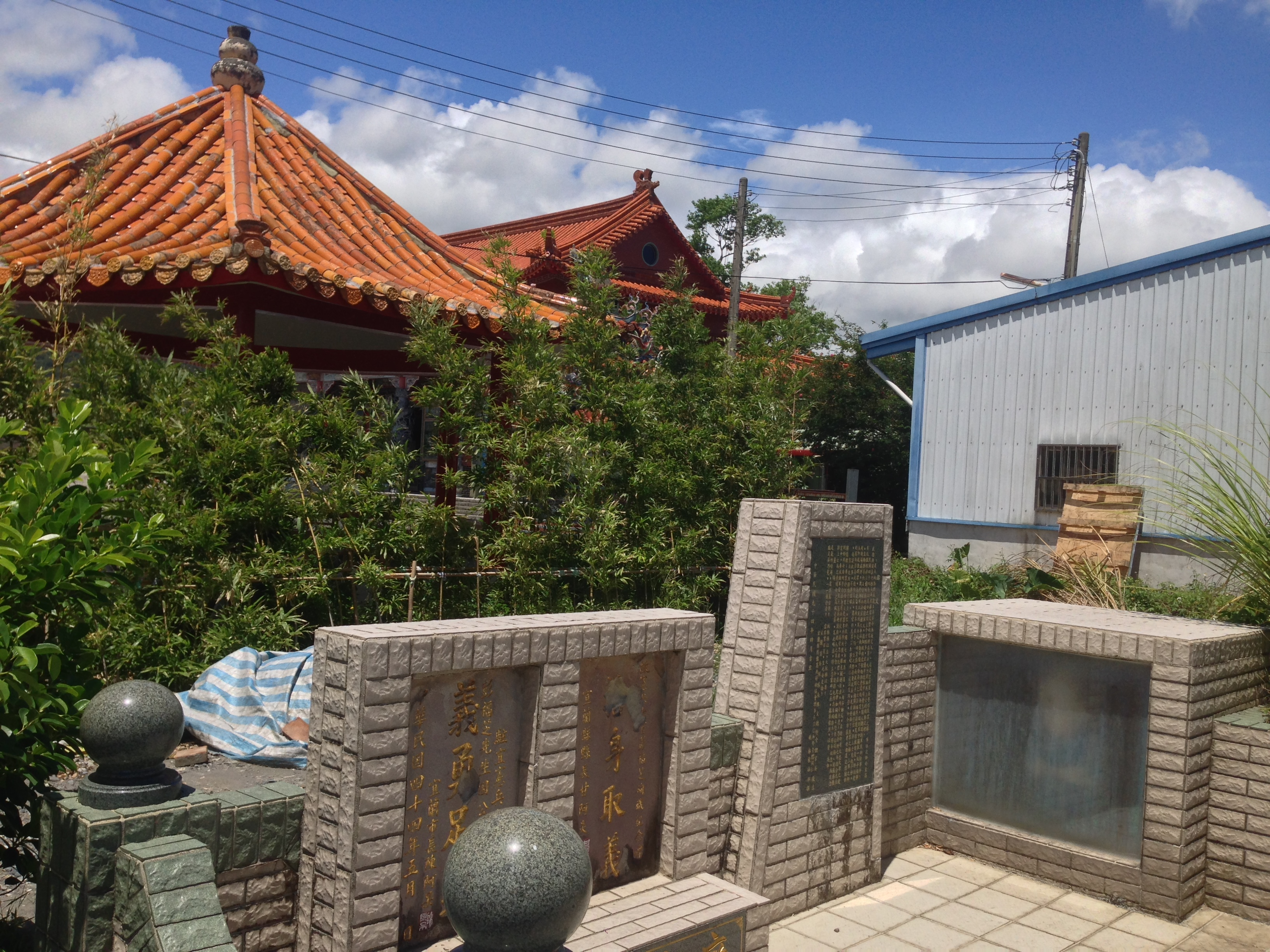
彭福共之墓右側
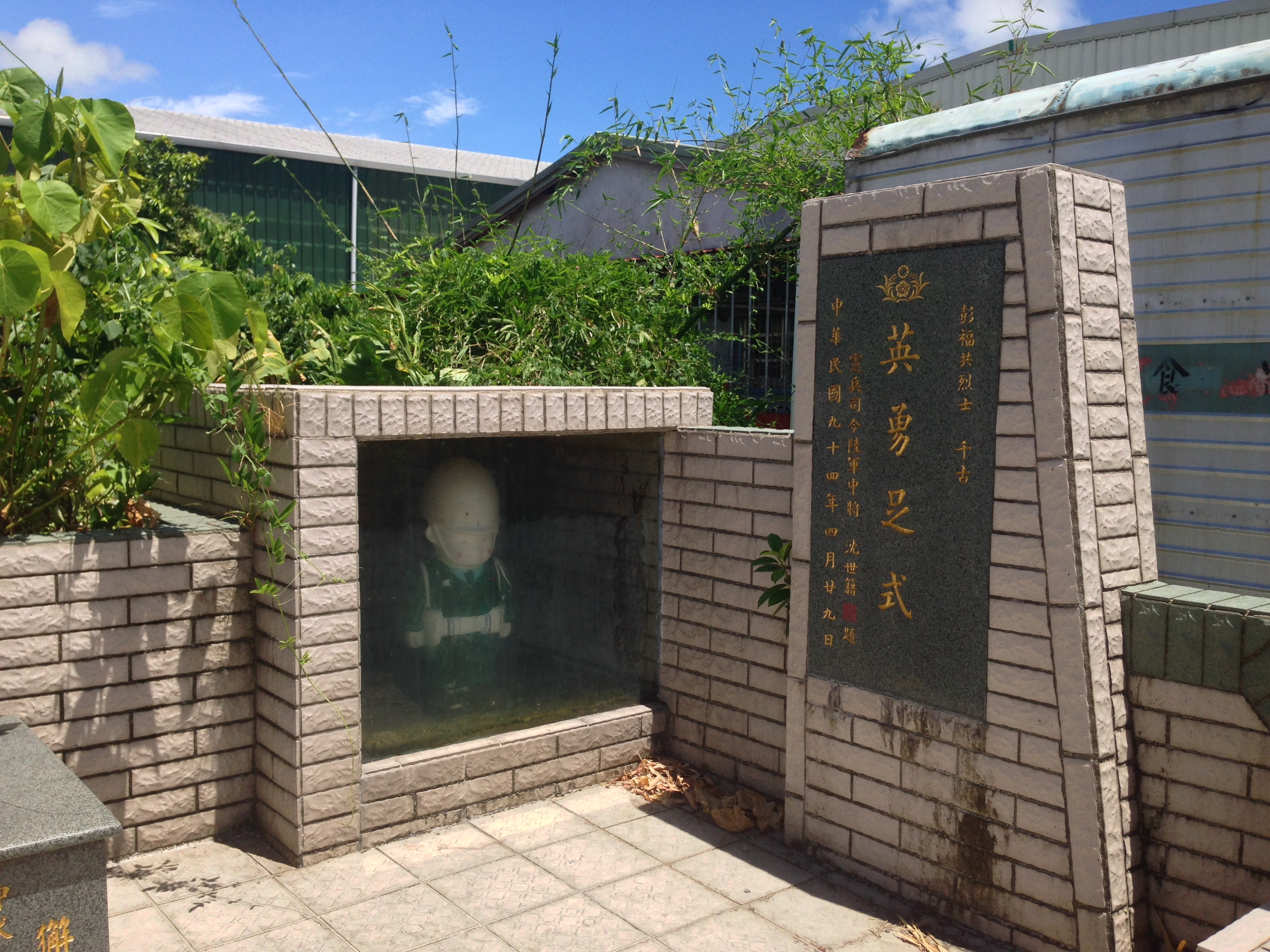
彭福共之墓左側
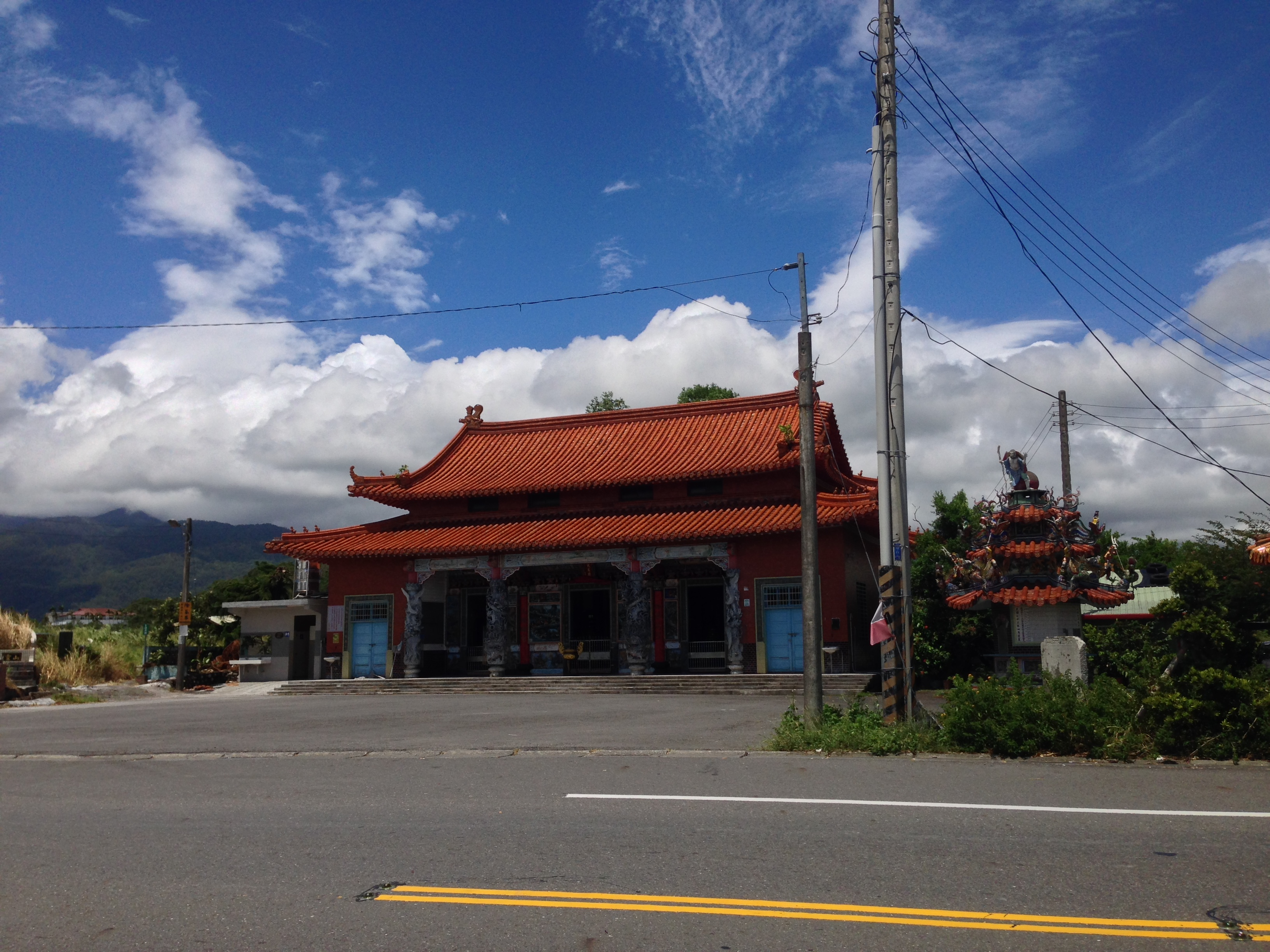
彭福共之墓旁的員山大眾廟與禁止踐踏塚地乞食祭餘及捐題碑。